# Huntington (Cheshire)
Pour les articles homonymes, voir Huntington.
Huntington est une paroisse civile et un village du Cheshire, en Angleterre.